# سيزار فيغا (سياسي)
سيزار فيغا (بالإسبانية: César Vega)‏ هو سياسي أوروغواني، ولد في 1962 في الأوروغواي.